# Charles Horace Mayo

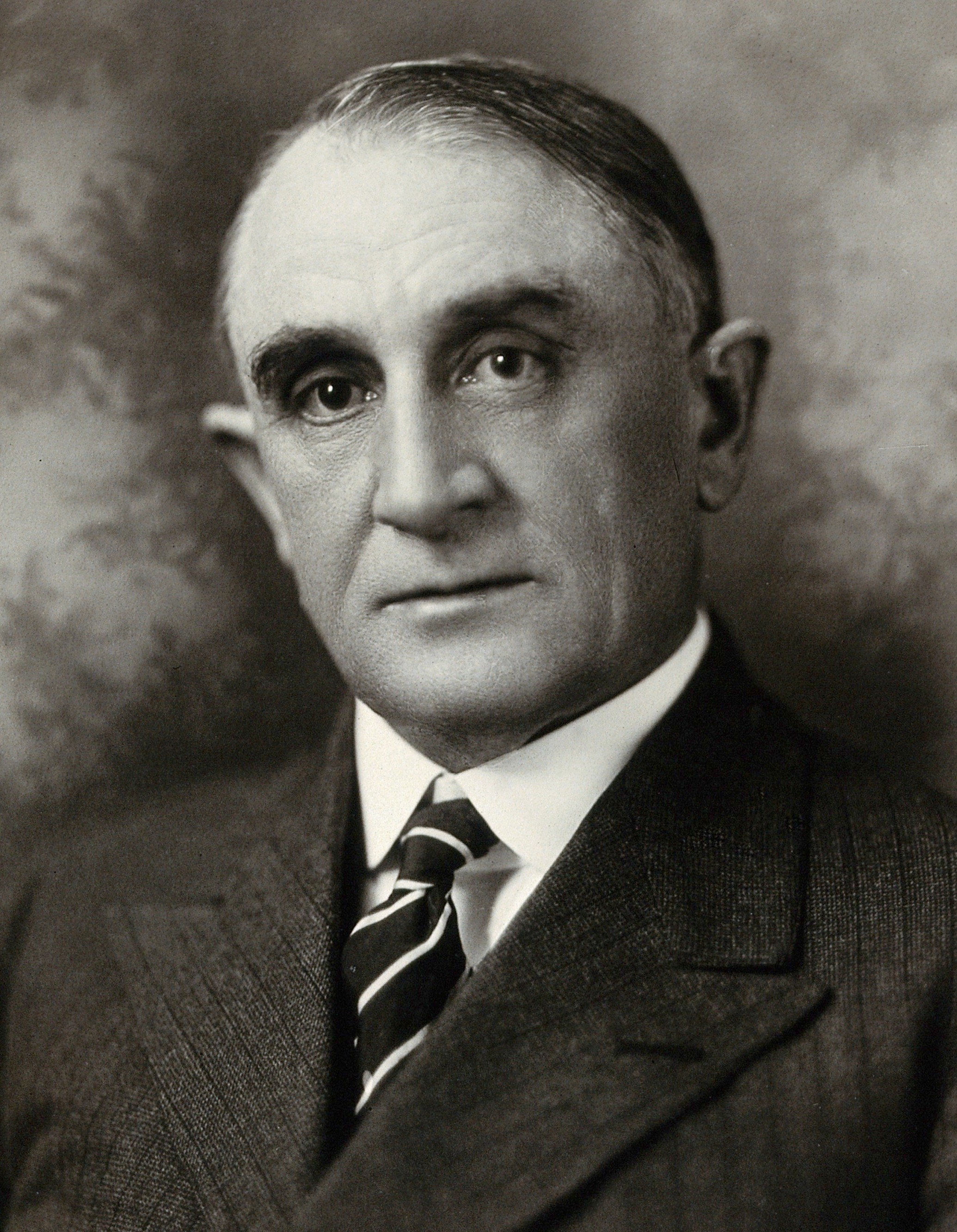
Charles Horace Mayo

Charles Horace Mayo, född 19 juli 1865 i Rochester, Minnesota, död 26 maj 1939 i Chicago, var en amerikansk kirurg. 
Mayo blev medicine doktor 1888 och var därefter praktiserande läkare i sin födelsestad. Han var en av USA:s främsta kirurger och donerade 1915 tillsammans med sin bror, William James Mayo, två miljoner dollar för upprättande i Rochester av en till University of Minnesota ansluten anstalt för medicinsk utbildning och forskning. Vid denna Mayo Foundation var han från 1915 professor i kirurgi och samtidigt chef för Mayo Clinic, ett av världens då modernaste och bäst utrustade sjukhus.